# قلوب دامية (فلم)
قلوب دامية هو فيلم مصري تم إنتاجه عام 1945، تأليف وإخراج حسن عبد الوهاب و بطولة ميمي شكيب، سراج منير، زوزو شكيب، محمود المليجي.
هذا الفيلم هو أول فيلم يخرجه حسن عبد الوهاب كما لم يخرج بعده سوى فيلم ليت الشباب.

## فريق العمل
تأليف وإخراج: حسن عبد الوهاب
بطولة:
- ميمي شكيب
- سراج منير
- زوزو شكيب
- محمود المليجي
- بشارة واكيم
- فردوس محمد
- فتحية شاهين
- ثريا فخري
- صلاح نظمي
- إستر شطاح

## روابط خارجية
- مقالات تستعمل روابط فنية بلا صلة مع ويكي بيانات